# Cyrestis obianus
Cyrestis obianus är en fjärilsart som beskrevs av Martin 1903. Cyrestis obianus ingår i släktet Cyrestis och familjen praktfjärilar. Inga underarter finns listade i Catalogue of Life.